# Calidad Pascual
Calidad Pascual S.A.U. er en spansk mejerikoncern, som er baseret i Madrid. Virksomheden blev etableret som Grupo Leche Pascual i 1969 af Tomás Pascual. De skiftede navn til Calidad Pascual i 2014. Calidad Pascual har en årsomsætning på ca. 1 mia. euro.